# Baños (La Vega)
Baños (llamada oficialmente San Fiz de Baños) es una parroquia y un lugar del municipio español de La Vega, en la provincia de Orense, Galicia.

## Toponimia
La parroquia también es conocida por el nombre de San Félix de Baños.

## Organización territorial
La parroquia está formada por una entidad de población:
- Baños

## Demografía
Gráfica demográfica del lugar y parroquia de Baños según el INE español:
| Gráfica de evolución demográfica de Baños entre 2000 y 2023 |
|                                                             |
| Datos según el nomenclátor publicado por el INE.            |